# St. Georg (Ingoldingen)

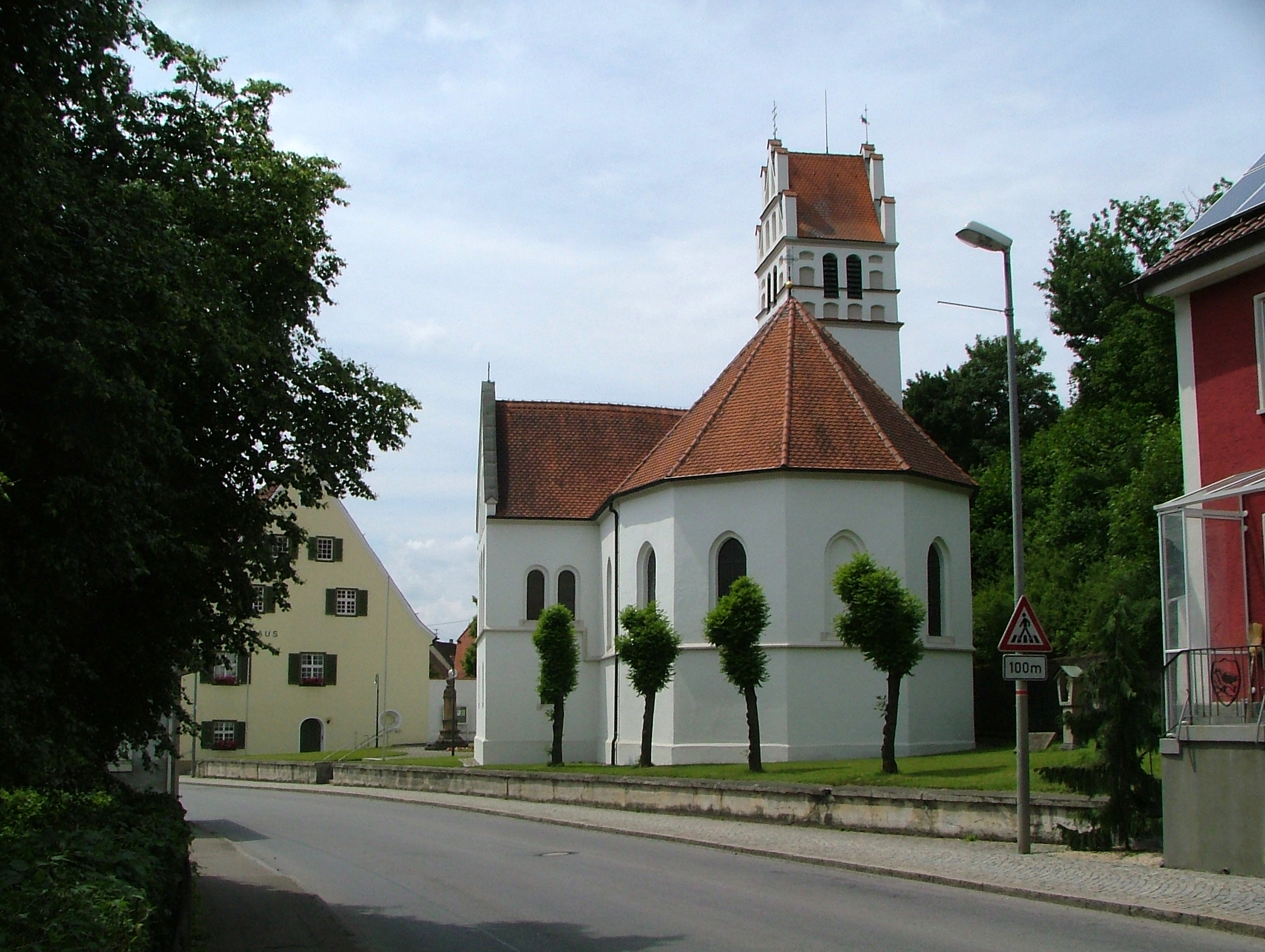
St. Georg in Ingoldingen

Die römisch-katholische Pfarrkirche St. Georg steht in Ingoldingen, einer Gemeinde im Landkreis Biberach in Baden-Württemberg. Die Kirchengemeinde gehört zum Dekanat Biberach der Diözese Rottenburg-Stuttgart. Das Bauwerk ist beim Landesamt für Denkmalpflege Baden-Württemberg als Baudenkmal eingetragen.

## Beschreibung
Die Saalkirche besteht aus einem 1899 von Joseph Cades entworfenen neugotischen Langhaus und einem gleich breiten Chor mit Fünfachtelschluss im Osten. Der an der Nordwand des Langhauses stehende Kirchturm stammt im Kern von der spätgotischen Vorgängerkirche. Er wurde mit einem Geschoss aufgestockt, das hinter den als Biforien gestalteten Klangarkaden den Glockenstuhl beherbergt. Darauf sitzt ein Satteldach zwischen Staffelgiebeln. 
Zur Kirchenausstattung gehört ein Hochaltar, dessen 1765 entstandenes Altarretabel Eustachius Gabriel zugeschrieben wird. Eine hölzerne Statue von Maria stammt von Niklaus Weckmann. Die 1882 von der Giengener Orgelmanufaktur Gebr. Link gebaute Orgel wurde 1968 von der Reiser Orgelbau vergrößert.